# MTV Unplugged (álbum de Alice in Chains)
Unplugged es un álbum acústico en directo de Alice in Chains y fue realizado en el año 1996 para la cadena de música MTV. El disco produjo la reunión del grupo oriundo de Seattle tras un periodo de inactividad posterior a la edición de su disco homónimo en 1995. Esta presentación, catalogada como una de las mejores de la serie de producciones desenchufadas de la cadena de videos norteamericana, muestra claramente una faceta acústica de gran calidad técnica por parte del grupo, sin perder el sonido y el matiz propio de lo que la banda ya venía haciendo con gran éxito durante sus discos anteriores. Además de la calidad auditiva y de la atmósfera creada para la presentación, a este álbum se le atribuye mayor profundidad interpretativa por la apariencia de Layne Staley, vestido totalmente de negro y que se mostraba físicamente débil producto de su adicción a la heroína, y el cual tuvo que ser apoyado por Jerry Cantrell en la ejecución vocal durante el show. El disco fue producido por Toby Wright, Alice in Chains y por Alex Coletti para la Cadena MTV.

## Lista de canciones
1. "Nutshell" (Cantrell, Inez, Kinney, Staley) - 5:00
2. "Brother" (Cantrell) - 5:30
3. "No Excuses" (Cantrell) - 5:00
4. "Sludge Factory" (Cantrell, Kinney, Staley) - 4:40
5. "Down in a Hole" (Cantrell) - 5:47
6. "Angry Chair" (Staley) - 4:37
7. "Rooster" (Cantrell) - 6:42
8. "Got Me Wrong" (Cantrell) - 5:01
9. "Heaven Beside You" (Cantrell, Inez) - 5:40
10. "Would?" (Cantrell) - 3:44
11. "Frogs" (Cantrell, Inez, Kinney, Staley) - 7:31
12. "Over Now" (Cantrell, Kinney) - 7:14
13. "The Killer is Me" (Cantrell) - 5:25